# 1079
سنة 1079 كانت سنة بسيطة تبدأ يوم الثلاثاء (الرابط يظهر نموذج التقويم الكامل للسنة) من التقويم اليولياني.

## مواليد
- قضيب البان.
- قلج أرسلان الأول.
- بيار أبيلار.
- أوراكا ملكة قشتالة.

## وفيات
- أديلا من فرنسا، كونتيسة فلاندرز
- علي الحريري كاتب تركي
- هوكان الأحمر ملك السويد